# Mateus, o Balconista
Mateus, o Balconista foi um programa de televisão brasileiro produzido pela Cavídeo e dirigida por Cavi Borges e Pedro Monteiro. Ele foi lançada em março de 2008 pela Oi TV Móvel no canal Humanóides. A primeira temporada foi exibida pelo Canal Brasil e na Play TV. A segunda temporada teve estreia em 31 de maio de 2010 na Mix TV e foi exibida pelo SuperMix entre 2013 e 2014. A série também originou a criação do filme Vida de Balconista lançado em janeiro de 2009.

## Enredo
Mateus (Mateus Solano) é um proprietário de uma locadora no Rio de Janeiro que recebe seus clientes que não são nada normais. Ele também sonha em ser um grande cineasta, e se espelha em Quentin Tarantino.

## Elenco
- Mateus Solano

### Participações especiais
- Gregório Duvivier
- Miguel Thiré
- Álamo Facó
- Paula Braun
- Mariana Vaz
- Pedro Di Monteiro
- Saulo Rodrigues

## Produção

### Desenvolvimento
Cavi Borges diretor e criador da série fundou em 1997 a locadora Cavídeo, ali ele desenvolveu suas habilidades para fazer a criação da série que também originou a criação do filme Vida de Balconista.